# Edward Crankshaw
Edward Crankshaw, född 1909 och död 1984 var en brittisk historiker, journalist och kännare av Sovjetunionen. Han var under andra världskriget stationerad vid den brittiska militära delegationen i Moskva.

## Publikationer (ej komplett, vissa årtal ej helt säkra)
- Cracks In The Kremlin Wall (1951)
- The Forsaken Idea: A Study of Viscount Milner (1952)
- The Creedy Case (1954)
- Russia Without Stalin: The Emerging Pattern. (1956)
- Gestapo instrument of tyranny (1957)
- Khruschev's Russia (1959)
- An Essay in Autobiography (1959), medförfattare Boris Pasternak (urdrag: )
- A Hidden World, Nine years of confinement in Communist prisons and concentration camps (1963)
- The New Cold War: Moscow vs. Pekin (1964) (svensk översättning: Öst mot öst: det nya kalla kriget)
- Krushchev, A Career (1966) (svensk översättning: Chrustjov : en karriär)
- Khrushchev remembers (1970), medförfattare Nikita Chrusjtjov (svensk översättning: Chrusjtjov minns)
- Maria Theresa (1970?)
- The Fall of the House of Habsburg (1970)
- The Habsburgs: Portrait of a Dynasty (1971)
- Tolstoy: The Making of a Novelist (1974?)
- Vienna (1976)
- The Shadow of the Winter Palace: Russia's Drift to Revolution, 1825-1917 (1976)
- Joseph Conrad (1976)
- Bismarck (1982), vinnare av 1982 Whitbread Award i biografier
- Putting Up with the Russians 1947-1984 (1984)
- I Was A German The Autobiography of a Revolutionary The Political Turmoil in Germany During and After World War I, medförfattare Ernst Toller
- Russia and Britain